# Chvalkovice (okres Náchod)
Chvalkovice (německy Chwalkowitz) jsou obec v okrese Náchod v Královéhradeckém kraji. Žije zde 809 obyvatel.

## Historie
První písemná zmínka o Chvalkovicích pochází z roku 1350, kdy je zmíněna v listinách pražského arcibiskupa Arnošta z Pardubic. Roku 1359 je jmenován chvalkovický kněz Jan farářem na Hořičkách. V roce 1370 držel ves Petr z Chvalkovic, po něm paní Stříza z Chvalkovic, pravděpodobně vdova po Petrovi. Urozená paní Stříza dosadila v roce 1374 nového faráře, později se vzdala správy majetku a odstěhovala se do Hradce Králové. Chvalkovice pak držel Jan Šváb z Chvalkovic, snad bratr Petra. Paní Stříza měla dceru Zdenku z Bošína a společně v roce 1392 založily při chvalkovickém kostele nadaci, k ní pak plebánovi Pavlovi 6 kop ročního platu z panského dvora. S tímto platem Jan Šváb nesouhlasil a po vzniklém sporu nakonec Chvalkovice v roce 1409 prodal Paškovi Plesovi z Heřmanic.

## Obyvatelstvo
| Rok            | 1869  | 1880  | 1890  | 1900  | 1910  | 1921  | 1930  | 1950 | 1961 | 1970 | 1980 | 1991 | 2001 | 2011 | 2021 |
| -------------- | ----- | ----- | ----- | ----- | ----- | ----- | ----- | ---- | ---- | ---- | ---- | ---- | ---- | ---- | ---- |
| Počet obyvatel | 2 097 | 1 907 | 1 733 | 1 781 | 1 790 | 1 558 | 1 487 | 959  | 914  | 809  | 763  | 637  | 630  | 666  | 748  |
| Počet domů     | 335   | 338   | 330   | 338   | 337   | 335   | 352   | 312  | 247  | 225  | 220  | 273  | 291  | 315  | 328  |

## Obecní správa

### Části obce
- Chvalkovice
- Kopaniny
- Malá Bukovina
- Miskolezy
- Střeziměřice
- Velká Bukovina
- Výhled

### Obecní symboly
Znak a vlajka byly obci uděleny rozhodnutím předsedy Poslanecké sněmovny Parlamentu České republiky dne 11. května 2006.

## Pamětihodnosti
- Zámek Chvalkovice
- Kostel svatého Jiljí
- Socha svatého Jiljí
- Socha svatého Linharta
- Socha svatého Vincence
- Socha svatého Jana Nepomuckého
- Kamenný most

## Fotogalerie

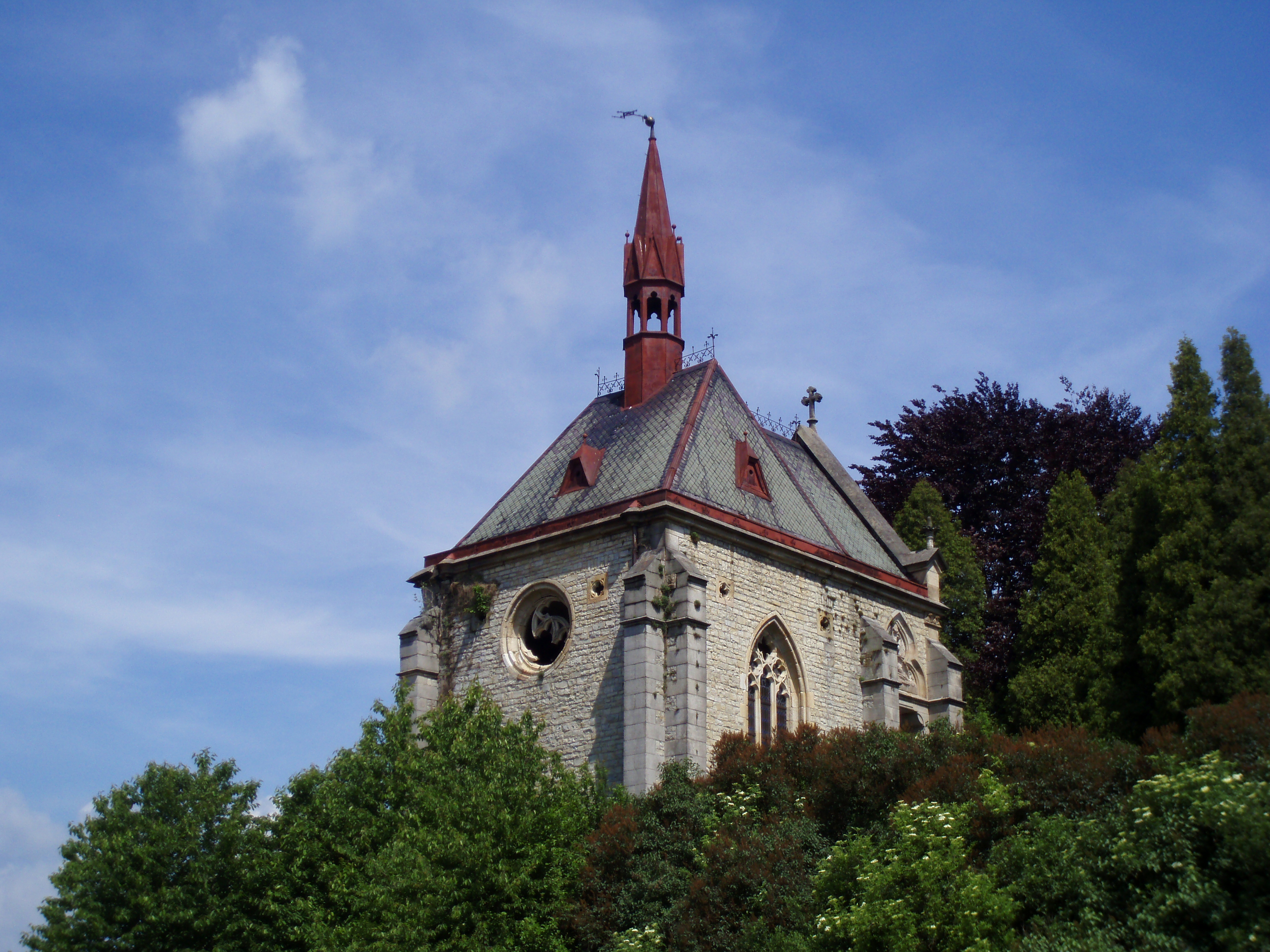
Kaple na chvalkovickém hřbitově
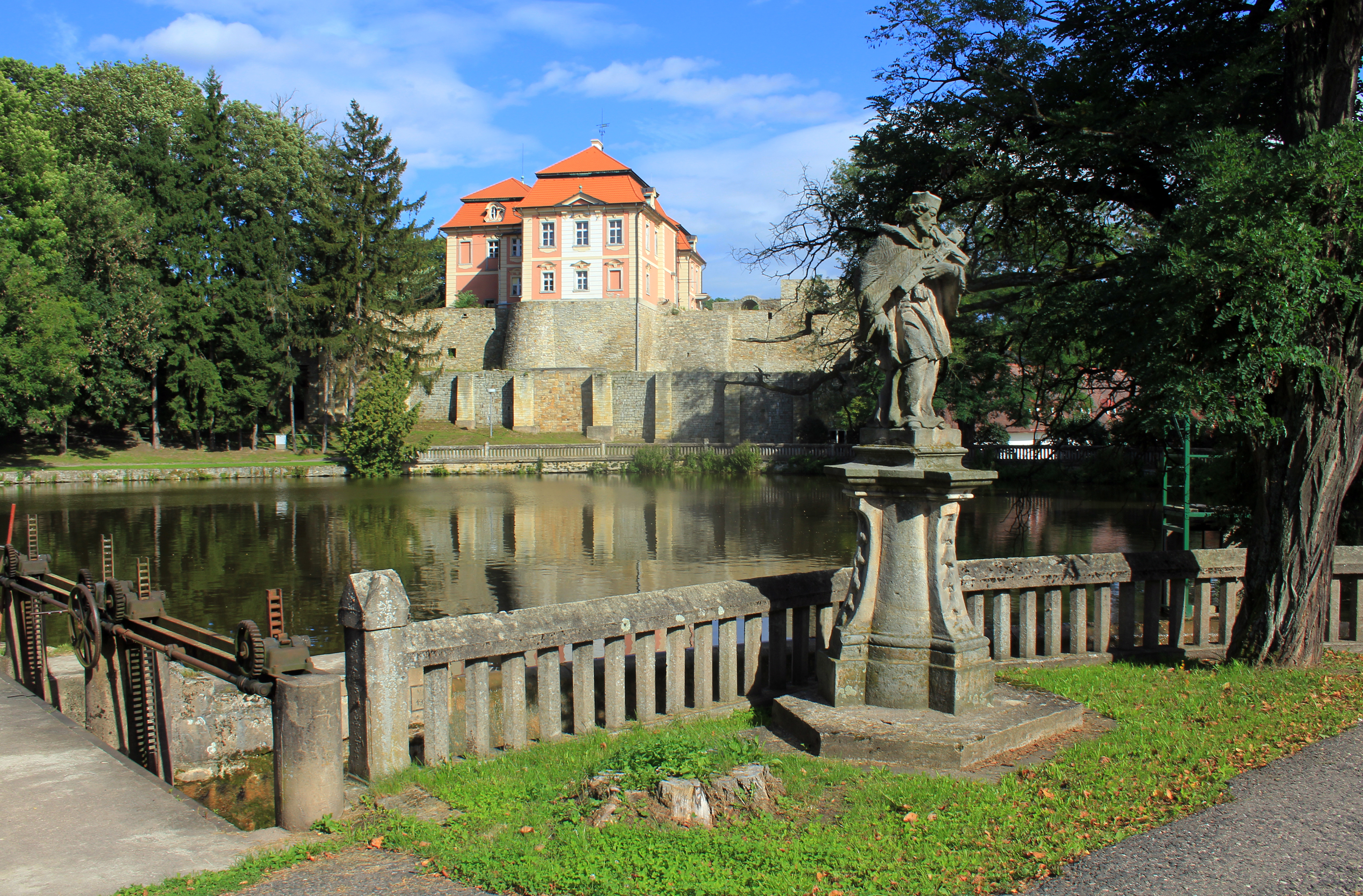
Zámek a rybník
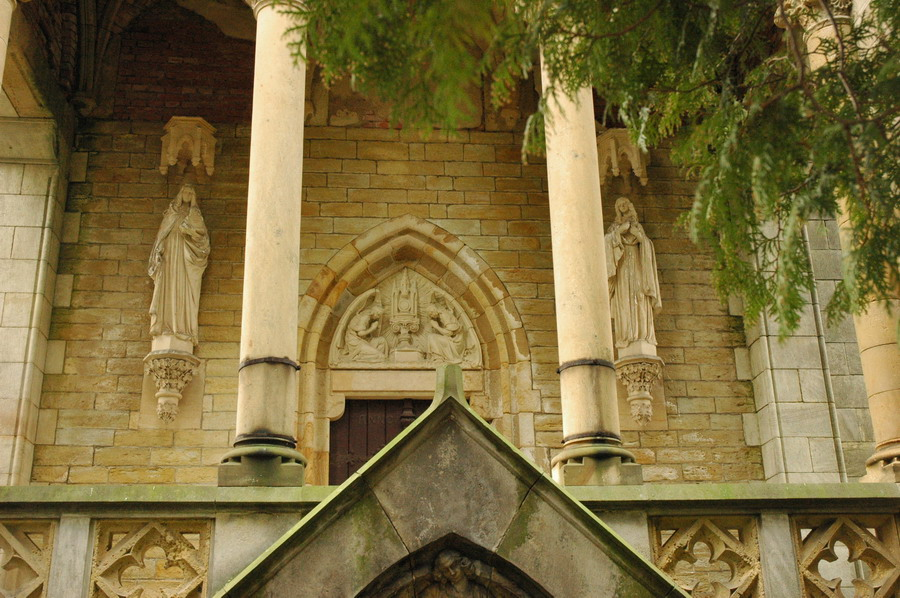
Průčelí hřbitovní kaple
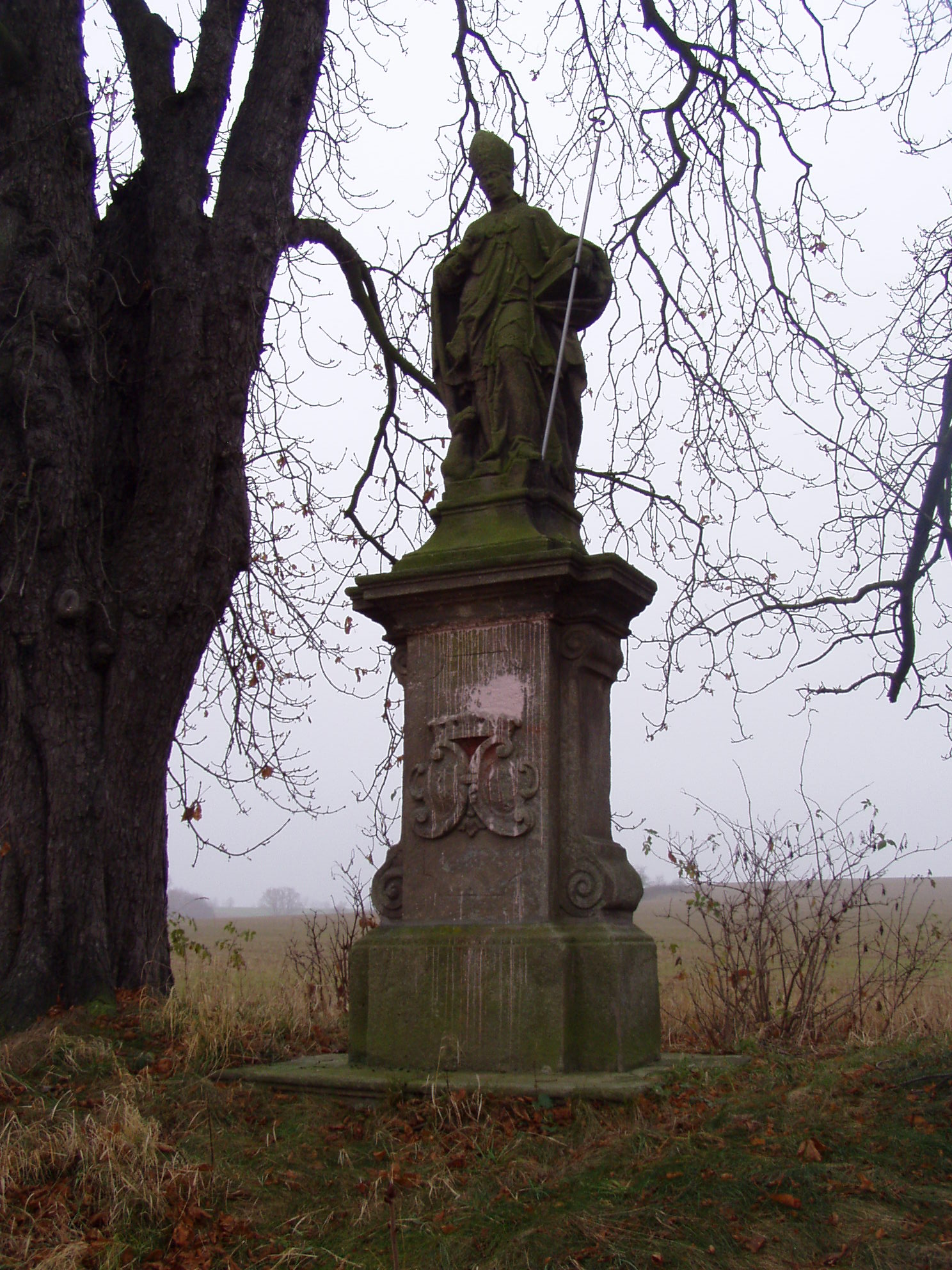
Socha svatého Jiljí
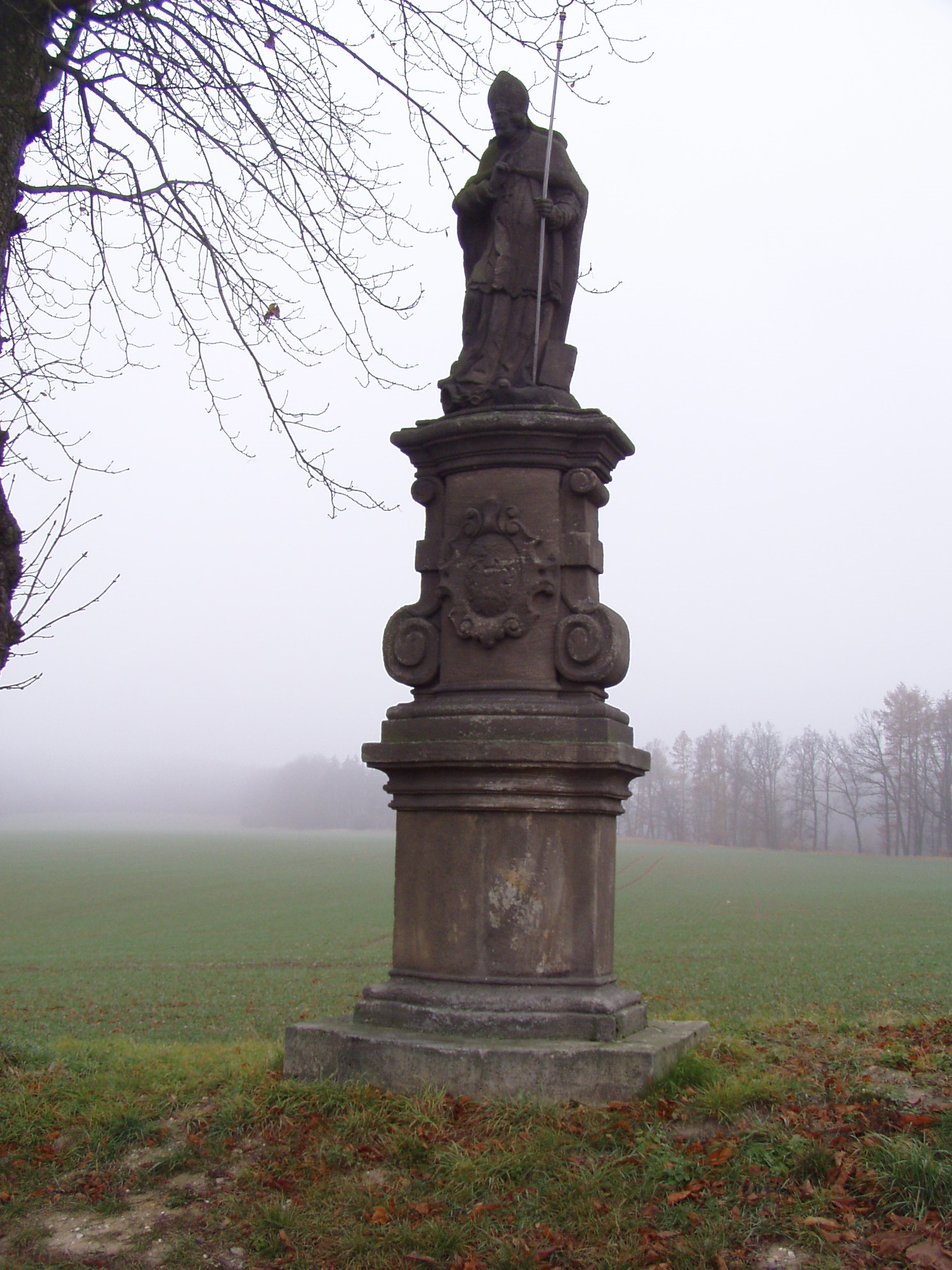
Socha svatého Linharta
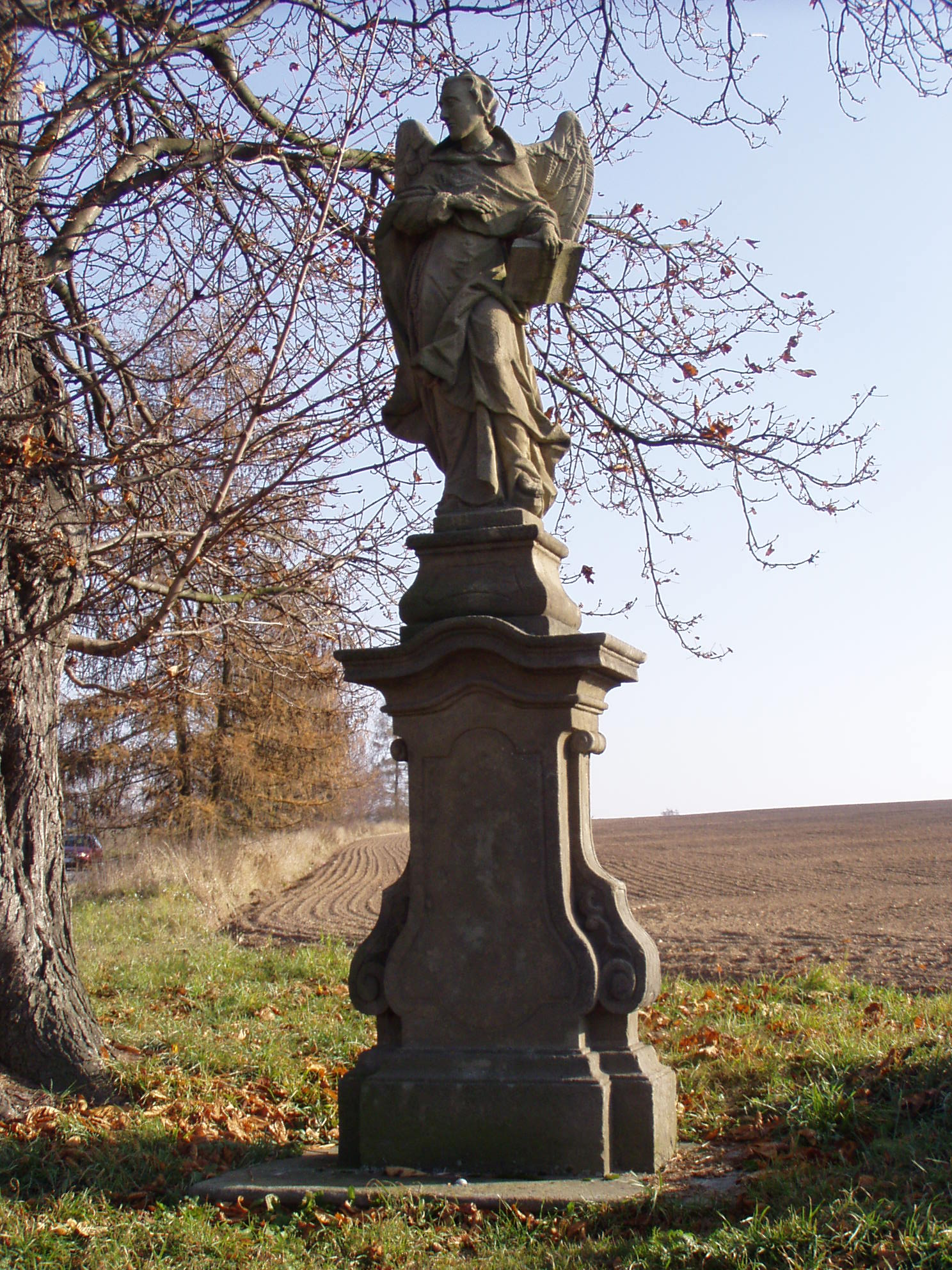
Socha svatého Vincence